# Antonio Matamala Sistac
Antonio Matamala Sistac (Binéfar, Huesca; 13 de enero de 1929 - Barcelona, 6 de abril de 1951) fue un futbolista español de la década de 1940.
Comenzó jugando en el Real Ávila CF con 16 años, después pasó poco tiempo en la UE Lleida al ser traspasado su padre allí por motivos laborales. Jugó también en el CFJ Mollerussa, en el CF Balaguer y en el equipo de Tárrega de 1ª Regional. Su gran calidad llamó la atención de los responsables del Fútbol Club Barcelona, que lo ficharon en 1949 para cinco temporadas por el importe, nada despreciable por entonces, de 200.000 pesetas, llamando mucho la atención en la prensa ese paso directo de la 1ª Regional a la 1ª División. Sin embargo, con el Barça solo llegó a jugar un partido oficial en la Copa Eva Duarte y seis partidos amistosos, todos en la temporada 1949/50.
Sin muchas oportunidades en la plantilla oficial, finalmente fue cedido primeramente al UE Lleida y posteriormente al Centre d'Esports Sabadell FC, donde jugó tres partidos en la temporada 1950-51. Siendo jugador de este equipo, un esguince le llevó al quirófano, una intervención sencilla que sin embargo se complicó, lo que terminó provocando su fallecimiento cuando apenas había cumplido 22 años y seguía siendo una gran promesa del fútbol español.
Era hermano de Conrado Matamala